# Benalaxyl
Benalaxyl ist eine organisch-chemische Verbindung aus der Stoffgruppe der Carbonsäureamide und Carbonsäureester. Das zur Gruppe der Phenylamide (Acylalanine) gehörende Fungizid ist weit verbreitet, der Einsatz wird aber in vielen Ländern zunehmend reduziert.

## Geschichte
Als systemisches Fungizid wurde Benalaxyl 1981 von Farmoplant (Agrimont, Montedison) unter den Handelsnamen Galben und Tairel auf den Markt gebracht.

## Isomerie
Benalaxyl kommt in zwei stereoisomeren Formen vor, da es ein Stereozentrum in α-Stellung zur Esterfunktion besitzt. Folglich existieren die beiden Enantiomere (R)-Benalaxyl und (S)-Benalaxyl. Das (R)-Enantiomer ist die wirksamere Verbindung (das Eutomer) und wird auch als Benalaxyl-M bezeichnet. Ohne näher spezifizierenden Zusatz ist meist ein Gemisch der beiden Substanzen gemeint, das als Racemat bezeichnet wird.
| Stereoisomere von Benalaxyl |                                       |                           |
| Name                        | (R)-Benalaxyl                         | (S)-Benalaxyl             |
| Andere Namen                | D-Benalaxyl (−)-Benalaxyl Benalaxyl-M | L-Benalaxyl (+)-Benalaxyl |
| Strukturformel              |                                       |                           |
| CAS-Nummer                  | 98243-83-5                            | 97716-85-3                |
| CAS-Nummer                  | 71626-11-4 (unspez.)                  |                           |
| PubChem                     | 176648                                | 5491362                   |
| PubChem                     | 51369 (unspez.)                       |                           |
| Wikidata                    | Q27156350                             | Q27156351                 |
| Wikidata                    | Q2795787 (unspez.)                    |                           |

## Gewinnung und Darstellung
Die kommerzielle Synthese von racemischem Benalaxyl (7) geht zunächst von racemischer 2-Chlorpropionsäure (1) aus, welche unter Säurekatalyse (z. B. mit Schwefelsäure) mit Methanol (2) zum entsprechenden Methylester (3) verestert wird. Die anschließende Umsetzung mit 2,6-Dimethylanilin (4) liefert das Alanin-Derivat (5). Schließlich erfolgt die Umsetzung mit Phenylacetylchlorid (6) zum Benalaxyl (7).
Die in den jeweiligen Reaktionsschritten gebildete Salzsäure muss durch geeignete Basen neutralisiert werden.

## Wirkung
Benalaxyl wird über die Wurzeln und Blätter aufgenommen und in sämtliche Pflanzenteile verteilt. Es wird systemisch durch Hemmung der RNA-Polymerase, wobei die Sporenbildung und das Mycelwachstum gehemmt wird.

## Anwendung
Benalaxyl wird hauptsächlich gegen Oomyceten (Eipilze) eingesetzt. Es bekämpft blauen Schimmel, Spätfäule und falscher Mehltau. Beispielanwendungen sind Tomaten, Hopfen, Trauben, Kopfsalat, Pfeffer, Kartoffeln, Tabak, Zwiebeln, Erdbeeren, Sonnenblumen, Sojabohnen und Rasen. Es ist auch gegen Pilzerkrankungen an Blumen und Zierpflanzen nutzbar.

## Zulassung
Die EU-Kommission entschied 2004, Benalaxyl für Anwendungen als Fungizid in die Liste der als Wirkstoffe von Pflanzenschutzmitteln erlaubten Substanzen aufzunehmen. Benalaxyl war vom 1. März 2005 bis zum 10. Mai 2020 als Wirkstoff in Pflanzenschutzmitteln in der Europäischen Union zugelassen. Bis zum 3. April 2021 wurden alle Zulassungen entzogen und Restbestände mussten bis zum 5. Oktober 2021 aufgebraucht werden. Der Wirkstoff Benalaxyl-M, also das (R)-Enantiomer, wurde 2013 in die Liste der zulässigen Wirkstoffe der Europäischen Union aufgenommen. Die Zulassung besteht zunächst bis zum 30. April 2025. In Deutschland, der Schweiz und Österreich sind Pflanzenschutzmittel mit dem Wirkstoff Benalaxyl-M zugelassen. Hierbei handelt es sich in der Regel um Kombipräparate mit dem Fungizid Folpet.